# 趙漁
趙漁，字問源，平定州籍北直隸順德府唐山人（今河北省隆堯縣），明末清初政治人物，崇禎末科進士。

## 生平
崇祯九年（1636年）丙子科順天府鄉試第四十六名舉人，十六年（1643年）癸未科进士，工部觀政，授兵部主事，次年任山東武德道佥事。明亡仕清。顺治二年（1645年），升任陕西按察使司佥事、督粮道，官至湖南提學道學政。

## 家族
曾祖趙世禎，七品散官。祖父趙睦，舍人。父趙完初，增廣生。